# Qualifications pour le tournoi féminin de volley-ball (indoor) aux Jeux olympiques d'été de 2012
Pour un article plus général, voir Volley-ball (indoor) aux Jeux olympiques d'été de 2012.
12 équipes se sont qualifiées pour le tournoi féminin de volleyball des Jeux olympiques d'été de 2012 au terme du processus de qualification.

## Résumé
Les compétitions permettant aux équipes à se qualifier pour les jeux olympiques sont :
| Compétition                                         | Date                  | Lieu      | Equipes qualifiées         |
| --------------------------------------------------- | --------------------- | --------- | -------------------------- |
| Pays hôte                                           | Pays hôte             | Pays hôte | Grande-Bretagne            |
| Coupe du monde 2011                                 | 4 - 18 novembre 2011  | Japon     | Italie États-Unis Chine    |
| Tournoi olympique de qualification Afrique          | 2 - 4 février 2012    | Algérie   | Algérie                    |
| Tournoi olympique de qualification Amérique du Nord | 29 avril - 5 mai 2012 | Mexique   | République dominicaine     |
| Tournoi olympique de qualification Europe           | 1er - 6 mai 2012      | Turquie   | Turquie                    |
| Tournoi olympique de qualification Amérique du Sud  | 9 - 13 mai 2012       | Brésil    | Brésil                     |
| Tournoi olympique de qualification Asie             | 19 - 27 mai 2012      | Japon     | Japon                      |
| Tournoi olympique de qualification international    | 19 - 27 mai 2012      | Japon     | Russie Corée du Sud Serbie |

## Coupe du monde
- Date :  4 novembre 2011 - 18 novembre 2011
- Lieu :   Japon
- Qualifiés :   Italie,  États-Unis,  Chine

| Rang               | Equipe           |
| ------------------ | ---------------- |
| Médaille d'or      | Italie           |
| Médaille d'argent  | États-Unis       |
| Médaille de bronze | Chine            |
| 4e                 | Japon            |
| 5e                 | Brésil           |
| 6e                 | Allemagne        |
| 7e                 | Serbie           |
| 8e                 | Rép. dominicaine |
| 9e                 | Corée du Sud     |
| 10e                | Argentine        |
| 11e                | Algérie          |
| 12e                | Kenya            |

## Qualifications continentales

### Afrique
- Date :  2 février 2012 - 4 février 2012
- Lieu :   Blida
- Qualifié :   Algérie

| Rang | Equipe     |
| ---- | ---------- |
| 1er  | Algérie    |
| 2e   | Kenya      |
| 3e   | Égypte     |
| 4e   | Seychelles |

### Amérique du Nord
- Date : 29 avril 2012 - 5 mai 2012
- Lieu :  Tijuana
- Qualifié :  République dominicaine

| Rang | Nation            |
| ---- | ----------------- |
| 1er  | Rép. Dominicaine  |
| 2e   | Cuba              |
| 3e   | Porto Rico        |
| 4e   | Canada            |
| 5e   | Mexique           |
| 6e   | Costa Rica        |
| 7e   | Trinité-et-Tobago |
| 8e   | Honduras          |

### Amérique du Sud
- Date :  9 mai 2012 - 13 mai 2012
- Lieu :   São Carlos
- Qualifié :  Brésil

| Rang | Nation    |
| ---- | --------- |
| 1er  | Brésil    |
| 2e   | Pérou     |
| 3e   | Venezuela |
| 4e   | Colombie  |
| 5e   | Argentine |
| 5e   | Uruguay   |
| 5e   | Chili     |

### Asie
- Date :  19 mai 2012 - 27 mai 2012
- Lieu :   Tokyo
- Qualifié :   Japon

| Rang | Equipe       |
| ---- | ------------ |
| 2e   | Corée du Sud |
| 4e   | Japon        |
| 5e   | Thaïlande    |
| 8e   | Taïwan       |

### Europe
Les qualifications olympiques européennes ont réuni 27 nations et se sont déroulées entre le 27 août 2011 et le 6 mai 2012.
- Date :  1er mai 2012 - 6 mai 2012
- Lieu :   Ankara
- Qualifié :   Turquie

| Rang | Equipe    |
| ---- | --------- |
| 1er  | Turquie   |
| 2e   | Pologne   |
| 3e   | Allemagne |
| 3e   | Russie    |
| 5e   | Bulgarie  |
| 5e   | Pays-Bas  |
| 5e   | Serbie    |
| 5e   | Croatie   |

## Qualification internationale
- Date :  19 mai 2012 - 27 mai 2012
- Lieu :   Tokyo
- Qualifiés :   Russie,  Corée du Sud,  Serbie

| Rang | Equipe       |
| ---- | ------------ |
| 1er  | Russie       |
| 2e   | Corée du Sud |
| 3e   | Serbie       |
| 4e   | Japon        |
| 5e   | Thaïlande    |
| 6e   | Cuba         |
| 7e   | Pérou        |
| 8e   | Taïwan       |

## Réattribution des places non utilisées

### Pays hôte
Dans le cas où le pays hôte renoncerait à sa place qualificative, un tournoi serait organisé entre les quatre meilleures équipes des tournois de qualification internationaux en juin 2012.

### Autres compétitions
Pour toutes les compétitions qualificatives, si un pays renonce à sa place, le pays suivant au classement de la compétition reçoit la place laissée vacante.